# Festival international du film documentaire océanien de Tahiti
Le Festival international du film documentaire océanien (FIFO) est une manifestation documentaire traitant de l'Océanie qui a été créé en 2004.
Il se déroule aux mois de janvier/février chaque année à Tahiti en Polynésie française, en partenariat avec Te Fare Tauhiti Nui, la Maison de la Culture de Tahiti. Une sélection de chaque édition se produit désormais hors les murs : dans les îles de Polynésie française tout au long de l'année, en Nouvelle-Zélande au mois de juin lors du festival Doc Edge, à Wallis en juillet, à Paris à l'Archipel en septembre, en Nouvelle-Calédonie en octobre, en Australie au mois de novembre lors du Brisbane Asia Pacific Film Festival (BAPFF).
L’Océanie est une région du monde marquée par la richesse de son histoire, par la diversité de ses peuples et leurs cultures et par l’étendue de ses territoires. Elle demeure néanmoins mal connue et peu représentée à travers le monde. Un des objectifs du FIFO est de faire de Tahiti la capitale océanienne du film documentaire afin de permettre aux Océaniens de se rencontrer et de se révéler aux yeux du monde. Trait d’union entre le monde polynésien, micronésien et mélanésien, depuis sa création, le FIFO est devenu un lieu privilégié où la parole est donnée à l’Homme du Pacifique. C’est également un évènement culturel d’importance qui permet la promotion de la région à travers ses images. Le FIFO est un rendez-vous incontournable pour un véritable partage du patrimoine audiovisuel océanien dans un monde où le poids et la voie de l’image sont des axes majeurs et privilégiés de l’établissement du dialogue et de l’échange.
Le festival est né en 2004 sur une idée de Walles Kotra, alors directeur régional de RFO Polynésie et Heremoana Maamaatuaiahutapu ancien directeur de Te Fare Tauhiti Nui – Maison de la Culture. Le FIFO a, année après année, conquis le public océanien. Il a rapidement attiré les réalisateurs d’Océanie et du monde entier qui y ont vu une occasion de porter un regard nouveau sur la région à travers le prisme de l’authenticité et de la diversité, deux éléments-clés de son succès.
Un jury international remet le Grand Prix du jury et trois prix spéciaux du jury. Ces prix sont récompensés d'une dotation financière.
Pendant le festival, divers événements sont organisés pour les professionnels et le public afin de faciliter les rencontres et le développement de projets en commun.

## FIFO 2025, 22e édition

### Jury 2025
- Ben Salama, président du jury, réalisateur et producteur (France)
- Rachel Perkins, cinéaste (Australie)
- Nunë Luepak, réalisateur, producteur et scénariste (Nouvelle-Calédonie)
- Toa Fraser, dramaturge, cinéaste et réalisateur (Nouvelle-Zélande)
- Jone Robertson, dirigeant de Film Fiji (Fidji)
- Caroline Farhi, animatrice TV & radio (Polynésie-française)
- Teiva Manoi, acteur culturel (Polynésie-française)

### Films en compétition
- FIER.E.S, La voix du Pacifique (54 min) - Polynésie française - Réalisation : Raynold MERIENNE - Production : Stories&Co, Eclectic, DEBAZ.media

- MARIMARI (97 min) - Aotearoa, Papouasie-Nouvelle-Guinée - Réalisation : Paul WOLFFRAM - Production : Shu Run 9AP / Paul WOLFFRAM, Handmade Productions Aotearoa

- MAURI (70 min) - États-Unis, Aotearoa - Réalisation : Zaya BENAZZO et Maurizio BENAZZO - Production : Zaya BENAZZO, Science and Nonduality, Finley MACNEIL

- Myrjana, la valeur d’une femme (73 min) - Nouvelle-Calédonie - Réalisation : Stéphane DUCANDAS - Production : Aurélie DUCANDAS, Ethnotracks prod, Canal+ Calédonie
- Myths and Maidens (58 min) - Aotearoa - Réalisation : Lisa TAOUMA - Production : Lisa TAOUMA, The Coconet TV
- Stamba Blo Fridom (98 min) - Vanuatu - Réalisation : Fred FONTES et Marcel MELTO - Production : Fred FONTES, Blue Tree Production, VBTC, Alliance Française de Port-Vila
- Surf, le feu sacré (90 min) - France, Polynésie française - Réalisation : Christophe BOUQUET, Benjamin MOREL - Production : YAMI 2, Bilderfest, MacTV

- Te Puna Ora, la source de vie (75 min) - Polynésie française - Réalisation : Virginie TETOOFA - Production : Ahi Company, What Took You So Long?, Studio Lyra, Fri Film - Virginie Tetoofa, Riham EZZALDEEN, Kiran JANDU, Beathe HOFSETH
- The Dark Emu Story (95 min) - Australie - Réalisation : Allan CLARKE - Production : Darren DALE, Jacob HICKEY, Belinda MRAVICIC, Simon MORRIS, Mark Atkin ASE, Caitlin YEO, Damien LANE

- Trans & Pregnant (58 min) - Aotearoa - Réalisation : Ramon TE WAKE - Production : Nicola SMITH, Jack Media Ltd

## FIFO 2024,21eédition

### Jury 2024
- Briar Grace-Smith, présidente du jury, réalisatrice, scénariste, productrice et auteure (Nouvelle-Zélande)
- Allan Clarke, réalisateur et producteur (Australie)
- Carmen Doom, ancienne journaliste et présentatrice du journal télévisé de Polynésie la 1ère, aujourd'hui responsable d'édition des journaux télévisés de la chaîne (Polynésie Française)
- Patrick Durand-Gaillard, ancien journaliste, documentariste et rédacteur en chef du journal télévisé à France Télévisions et des magazines de Nouvelle-Calédonie la 1ère (Nouvelle-Calédonie)
- Hetereki Huke Ainsa, architecte et urbaniste de Rapa Nui, directeur par intérim du centre de recherche Tepuku de Rapa Nui (Rapa Nui)
- Corinna Hunziker, réalisatrice et productrice (Nouvelle-Zélande)
- Heretu Tetahiotupa, artiste tatoueur et réalisateur (Polynésie Française)

### Films en compétition
- Circle of Silence (84 min) - Australie & Timor-Leste - 2023 - Réalisation : Luigi Acquisto & Lurdes Pires - Production : Stella Zammataro & Luigi Acquisto, FairTrade Films, Dili Film Works.
- Eloi Machoro, Itinéraire d'un combattant (53 min) - Nouvelle-Calédonie - 2023 - Réalisation : Éric Bauducel - Production : Fanny Glissant, Gédéon programmes.
- Family Faith Footy - A Pasifika Rugby Story (90 min) - Nouvelle-Zélande - 2023 - Réalisation : Fa'alavau Nanai Jeremiah Tauamiti - Production : Adrian Stevanon, Great Southern Television.
- Kaugere : A place where nobody enters (60 min) - Australie & Papouasie-Nouvelle-Guinée - 2023 - Réalisation : Stephen Dupont - Production : Elizabeth Tadic & Stephen Dupont, A Bordertown Studio.
- Kindred (91 min) - Australie - 2023 - Réalisation : Adrian Russell Wills & Gillian Moody - Production : Tom Zubrycki & Gillian Moody.
- Merveille de la nature : Daintree, l'Australie des origines (52 min) - France - 2023 - Réalisation : Grégory Maitre - Production : Eric Ellena, French Connection Films, Arte France.
- The Giants (113 min) - Australie - 2023 - Réalisation : Laurence Billiet & Rachael Antony - Production : General Strike, Matchbox Pictures.
- Tribal Sisters (50 min) - Papouasie-Nouvelle-Guinée - 2023 - Réalisation : Verena Thomas & Jackie Kauli - Production : Jackie Kauli  & Verena Thomas, Yumi Sanap Strong, Yumi Piksa.
- Walkatjurra : Our actions will never stop (71 min) - Australie, Chili et France - 2023 - Réalisation : Francisca Silva Bravo - Production : Alessandra Cristina, Cetaceas, Chilko.
- William Albert Robinson, la dernière traversée (52 min) - Polynésie Française - 2023 - Réalisation : Paul Manate & Denis Pinson - Production : Catherine Marconnet, Archipel Production, Nona Robinson, Vistascope.

### Films primés
- Grand prix du jury FIFO - France télévisions Kaugere : A place where nobody enters réalisé par Stephen Dupont et produit par Elizabeth Tadic, Stephen Dupont et A Bordertown Studio.
- 1er prix spécial du jury Circle of Silence réalisé par Luigi Acquisto & Lurdes Pires et produit par Stella Zammataro, Luigi Acquisto, FairTrade Films et Dili Film Works.
- 2ème prix spécial du jury William Albert Robinson, la dernière traversée réalisé par Paul Manate & Denis Pinson, produit par Catherine Marconnet, Archipel Production, Nona Robinson et Vistascope.
- Prix du meilleur court-métrage documentaire Homesteads - Makiha réalisé par Piata Gardiner-Hoskins et produit par Kimiora Kaire-Melbourne, Te Imurangi Media Ltd.
- Prix du meilleur court-métrage de fiction Taumanu réalisé par Taratoa Stappard et produit par Sharlene George, Sweetshop & green.
- Prix de l'Oceania Impact Pitch for Indigenation Beneath the moana: Exploring deep sea mining in the Pacific de Sharlene George et Joshua Teariki Baker

## FIFO 2023,20eédition

### Jury 2023
- Marie-Hélène Villierme, présidente du jury, photographe, réalisatrice et productrice (Tahiti).

- Christine Della-Maggiora, réalisatrice, productrice et anthropologue (Nouvelle-Calédonie).

- Rhys Graham, réalisateur et producteur (Australie)

- Lorenzo Marama, journaliste et reporter à Polynésie la 1ère depuis 1993 (Tahiti).

- Anna Marbrook, réalisatrice et productrice (Nouvelle-Zélande).

- Olivier Pollet, réalisateur et producteur (Grande-Bretagne).

### Films en compétition
- A Boy called Piano (57 min) - Aotearoa - 2022 - Réalisation : Nina Nawalowalo - Production : The Conch

- Ablaze (81 min) - Australie - 2021 - Réalisation : Alec Morgan - Production : Tom Zubrycki

- Andi-Marie-Claude Tjibaou (75 min) - Nouvelle-Calédonie - 2022 - Réalisation : Emmanuel Tjibaou, Dorothée Tromparent - Production : Foulala productions, Canal + Calédonie

- Clean (92 min) - Australie - 2022 - Réalisation : Lachlan McLeod - Production : Walking Fish Productions, Goodthing Productions

- Dame Valérie Adams : More than Gold (90 min) - Aotearoa - 2022 - Réalisation : Briar March - Production : Leanne Pooley

- Franklin (92 min) - Australie - 2022 - Réalisation : Kasimir Burgess - Production : Rock Island Bend Productions, Olivier Cassidy

- Incarceration Nation (90 min) - Australie - 2021 - Réalisation : Dean Gibson - Production : Bent3Land Productions, Bacon Factory

- Milked (90 min) - Aotearoa - 2021 - Réalisation : Amy Taylor - Production : Ahimsa Films

- Motu Haka, le combat des îles Marquises (52 min) - Polynésie française - 2022 - Réalisation : Raynald Mérienne - Production : Bleu Lagon Productions et Mérapi productions

- No Māori Allowed  (45 min) - Aotearoa - 2022 - Réalisation : Corinna Hunziker - Production : Kindred Films

- The healer stone of Kapaemahu (56 min) - Hawaï - 2022 - Réalisation : Hinaleimoana Wong-Kalu, Dean Hamer, Joe Wilson - Production : Kanaka Pakipika, Waves Films, Pacific Islanders in Communication

- Waan Yaat, sur une terre de la république (62 min) - Nouvelle-Calédonie - 2022 - Réalisation : Emmanuel Desbouiges, Dorothée Tromparent - Production : Foulala productions, Nouvelle-Calédonie la 1ère

### Films primés
- Grand prix du jury - France télévisions No Māori Allowed, réalisé par Corinna Hunziker et produit par Kinderd Films

- Prix du public Motu Haka, le combat des îles Marquises, réalisé par Raynald Mérienne et produit par Bleu Lagon Productions et Mérapi Productions

- Prix du jury jeunesse Dame Valerie Adams :More Than Gold, réalisé par Briar March et produit par Leanne Pooley

- 1er prix spécial du jury Dame Valerie Adams : More Than Gold, réalisé par Briar March et produit par Leanne Pooley

- 2ème prix spécial du jury Waan Yaat, sur une terre de la République, réalisé par Emmanuel Desbouiges et Dorothée Tromparent et produit par Foulala productions, Nouvelle-Calédonie la 1ère

- 3ème prix spécial du jury Franklin réalisé par Kasimir Burgess et produit Rock Island Bend Productions, Olivier Cassidy

- Grand prix du public des 20 ans Patutiki, l'art du tatouage des îles Marquises réalisé par Christophe Cordier et Heretu Tetahiotupa et réalisé

- Prix du meilleur court-métrage documentaire The Dreamlife of Georgie Stone, réalisé par Maya Newell et produit par Closer productions

- Prix du meilleur court-métrage de fiction Find Where I Belong, réalisé par Kahu Kaiha et produit par Kakaia Productions

## FIFO 2022,19eédition
La 19e édition du FIFO a lieu du 5 au 13 février 2022. Pour la première fois, le festival est à la fois en version physique et en version numérique.
La version physique se tient comme chaque année à la Maison de la Culture de Tahiti – Te Fare Tauhiti Nui. Le FIFO numérique est quant à lui accessible, depuis la Polynésie française, la France métropolitaine, les pays d’Océanie et les territoires d’outre-mer.

### Jury 2022
- Emmanuel Kasarhérou, président du jury (France, Nouvelle Calédonie).
- Tepiu Bambridge, directrice éditoriale de Polynésie La 1ère (Polynésie Française),
- Hollie Fifer, réalisatrice et productrice (Australie),
- Kathryn Graham, responsable du développement des contenus māori à la New Zealand Film Commission (Nouvelle-Zélande),
- Heiura Itae-Tetaa, directrice de Speack Tahiti-Paraparau Tahiti, auteure de films documentaires (Polynésie Française),
- Beckie Stochetti, directrice exécutive du Festival International du Film de Hawaii (Hawaii),
- Virginie Tetoofa, réalisatrice et productrice (Polynésie française.

### Films en compétition
- 140 km à l'ouest du paradis (85 min) - Belgique, France - 2021 - Réalisation : Céline Rouzet - Production : Reboot Films, Altitude 100 Production
- Alick & Albert (92 min) - Australie - 2021 - Réalisation : Douglas Watkin - Production : Freshwater Pictures,
- Cane Fire (90 min) - Hawaï - 2020 - Réalisation : Anthony Banua-Simon - Production : Anthony Banua-Simon, Mike Vass,
- Loimata, the Sweetest Tears (95 min) - Nouvelle-Zélande - 2020 - Réalisation : Anna Marbrook - Production : Anna et Jim Marbrook, Anna Marbrook Productions,
- Maralinga Tjarutja (53 min) - Australie - 2020 - Réalisation : Larissa Behrendt - Production : Blackfella Films,
- Maxha : relever la tête (54 min) - Nouvelle Calédonie - 2019 - Réalisation : Emmanuel Tjibaou/ Nune Luepack - Production : Foulala Production, Nouvelle Calédonie la 1re, France Télévisions,
- My Name Is Gulpilil (en) (102 min) - Australie - 2021 - Réalisation : Molly Reynolds - Production : Rolf de Heer, David Gulpilil, Peter Djigirr, Molly Reynolds,
- Nouvelle-Calédonie, l'île sauvage (55 min) - France - 2020 - Réalisation : Rémi Laugier- Production : Cosmopolitis Productions
- Oceans apart - greed, betrayal and pacific rugby (61 min) - Samoa, Royaume-Uni - 2021 - Réalisation : Ales Haudiquet - Production : Tusitala films

### Films primés
- Grand prix du jury FIFO - France télévisions Oceans Apart - Greed, Betrayal and Pacific Rugby, réalisé par Axel Haudiquet et produit par Tusitala Films

- 1er prix spécial du jury : The Bowraville Murders, réalisé par Allan Clarke et produit par Dan Golberg et Stefan Moore

- 2ème prix spécial du jury : The Island In Me, réalisé par Gemma Cubero Del Barrio et produit par Gemma Del Barrio, Suzanne Lafetra Collier, Leanne K.Ferrer

- 3ème prix spécial du jury : Alick & Albert, réalisé par Douglas Watkin et produit par Freshwater Pictures.

- Prix du public : Strong Female Lead, réalisé par Tosca Lobby et Rachel Grierson-Johns et produit Nothern Pictures

- Prix du meilleur court-métrage documentaire : The Rogers, réalisé par Dean Hamer et Joe Wilson et produit par Qwaves, Pacific Islanders in Communication

- Prix du meilleur court-métrage de fiction : Hawaiian Soul, réalisé par 'Āina Paikai et produit par Kaliko Ma'i'i et Kama'aīna Creations

## FIFO 2021,18eédition
En raison de la crise sanitaire mondiale, la 18e édition du FIFO 2021 est 100 % numérique.

### Le jury 2021
- Luc Jacquet, président du jury, réalisateur et producteur (France).
- Julia Overton, productrice (Australie),
- Alex Lee, producteur et directeur exécutif du festival Doc Edge (Nouvelle-Zélande),
- Jacques Navarro Rovira, réalisateur et producteur (France),
- René Boutin, producteur et directeur artistique du festival Ânûû-rû Âboro (Nouvelle-Calédonie),
- Stella Taaromea, responsable des programmes de Polynésie la 1ère (Polynésie française),
- Eliane Koller, réalisatrice et productrice (Polynésie française)

### Films en compétition
- Eden Tribal (52 min) - France - 2019 - Réalisation : Martin Jayet et Mathilde Lefort - Production : Box Fish Production
- Freeman (58 min) - Australie - 2020 - Réalisation : Laurence Billet - Production : General Strike, Matchbox Pictures
- Ka huaka'i : The journey to merrie monarch (47 min) - Hawaii - 2020 - Réalisation : Gerard Elmore - Production : Gerard Elmore, Jason Cutinelle, Alisa Onishi, Avi Mannis, Matthew Dekneef - NMG Network, Hawaiian Airlines
- Loimata, the sweetest tears (95 min) - Nouvelle-Zélande - 2020 - Réalisation : Anna Marbrook - Production : Anna et Jim Marbrook, Anna Marbrook Productions
- Makatea, la terre convoitée (52 min) - France - 2019 - Réalisation : Claire Perdrix - Production : 13 Productions, Creative.TV
- Mauri o te kauri (50 min) - Nouvelle-Zélande - 2019 - Réalisation : James Muir - Production : Citizen Creative
- Roch Pidjot, le souffle de la dignité (52 min) - Nouvelle-Calédonie - 2020 - Réalisation : Jean-Michel Rodrigo et Marina Paugam - Production : AVCom, JPL Productions
- Shot Bro (52 min) - Nouvelle-Zélande - 2019 - Réalisation : Jess Feast - Production : Storybox
- The skin of others (90 min) - Australie - 2019 - Réalisation : Tom Murray - Production : trapaulin Productions Pty Ltd

### Films primés
- Grand prix FIFO-France télévisions : Loimata, the sweetest tears, réalisé par Anna Marbrook et produit par Anna et Jim Marbrook.
- Prix spécial du jury : Freeman, réalisé par Laurence Billet et produit par Foulala Production, Grand Angle Productions et France Télévisions.
- Prix du public : Makatea, la terre convoitée, réalisé par Heretu Tetahiotupa/ Christophe Cordier et produit par Studios Hashtag, Eka Eka Productions, Associations Patutiki, Sydélia Guirao et France Télévisions.
- Prix du meilleur court-métrage documentaire : Pa'ari, réalisé par Toarii Pouira et produit par Lucid dream production
- Prix du meilleur court-métrage de fiction : About last night, réalisé par Lucas Claeyssen et produit par NK Prod.

## FIFO 2020,17eédition

### Jury 2020
- Éric Barbier, président du jury, réalisateur et scénariste.
- Paul Damian Williams, chef du département Documentaires à Screenwest (Australie),
- Joe Wilson, réalisateur et producteur (Hawaï),
- Emmanuel Kasarhérou, adjoint au directeur du patrimoine et des collections au Musée Quai Branly-Jacques Chirac (Nouvelle Calédonie),
- Jacques Vernaudon, linguiste, enseignant-chercheur à l’Université de la Polynésie française (Polynésie Française),
- Tauarii Lee, journaliste, rédacteur en chef adjoint à Polynésie La 1re (Polynésie française)
- Lisa Taouma, réalisatrice et productrice (Nouvelle-Zélande).

### Films en compétition
- À l'autre bout de la guerre (90 min) - France - 2018 - Réalisation : Charles-Antoine de Rouvre - Production : Zéta Production, Bleu Lagon, France Télévisions
- Blue Boat (52 min) - Nouvelle Calédonie, France – 2019 - Réalisation : Dominique Roberjot, Christine Della-Maggiora - Production : Latitude 21 Pacific
- Bombardées (52 min) - Nouvelle Calédonie – 2019 - Réalisation : Florence d'Arthuys - Production : Têtemba Productions, aaa Production, NC La 1re, Caledonia
- Eating Up Easter Haka Puai Te Kainga (77 min) - Île de pâques, Hawaï – 2018 - Réalisation : Sergio M.Rapu - Production : Mara Films LLC, Kartemquim Films, Pacific Islanders in Commnication
- From Music Into Silence (72 min) - Australie - 2018 - Réalisation : Farshid Akhlaghi - Production : Butterfly Media
- In my blood it runs (85 min) - Australie - 2019 - Réalisation : Maya Newell - Production : Closer Productions
- Lost Rambos (23 min) - Australie - 2019 - Réalisation : Chris Phillips - Production : Pursekey Production
- Merata : How mum decolonized the screen (84 min) - Nouvelle-Zélande - 2018 - Réalisation : Heperi Mita - Production : Chelsea Winstanley
- Ophir (97 min) - Royaume-Uni, France - 2019 - Réalisation : Alexandre Berman, Olivier Pollet - Production : Arsam International, Fourth World Films, Kristian Lasslet
- Ruahine : Stories in her skin (40 min) - Nouvelle-Zélande - 2019 - Réalisation : Hiona Hanere - Production : Brown Bitty Pictures, Muaūpoko Trial Authority
- Rurutu, terre de 'umuai (52 min) - Polynésie Française - 2018 - Réalisation : Virginie Tetoofa - Production : Ahi Company, France Télévisions
- The Australian Dream (105 min) - Australie - 2019 - Réalisation : Daniel Gordon - Production : Nick Batzias, John Battsek, Virginia Whitwell, Sarah Thomson
- Vapnierka (59 min) - Nouvelle-Zélande - 2019 - Réalisation : Fiona Apanui-Kupenga - Production : Te Amokura Productions

### Films primés
- Grand prix FIFO-France télévisions : Ophir, réalisé par Alexandre Berman et Olivier Pollet et produit par Arsam International, Fourth world Films et Kristian Lasslett.
- 1er Prix spcéial du jry : Merata : How mum decolonised the screen, réalisé par Heperi Mita et produit par Chelsea Winstanley.
- 2e prix spécial du jury : The Australian dream, réalisé par Daniel Gordon et produit par Nick Battsek, Virginia Whitwell et Sarah Thomson.
- 3e prix spécial du jury : Ruahine : Stories in her skin, réalisé par Hiona Henare et produit par Brown Bitty Pictures, Muaūpoko trial authority.
- Prix du public : The Australian dream, réalisé par Daniel Gordon et produit par Nick Batzias, John Battsek, Virginia Whitwell et Sarah Thomson.
- Prix du meilleur court-métrage documentaire : Manus, réalisé par Angus Macdonald et produit par Howling eagle.
- Prix du meilleur court-métrage de fiction : Liliu, réalisé par Jeremiah Tauamiti et produit par Sunpix.

## FIFO 2019,16eédition

### Jury 2019
- Carl Aderhold, président du jury, scénariste, réalisateur et auteur.
- Leanne Ferrer, directrice exécutive de Pacific Islanders in Communication (Hawaï),
- Jacques-Olivier Trompas, réalisateur et producteur (Nouvelle Calédonie),
- Hervé Boitelle, producteur, directeur de Bleu Lagon Productions (Polynésie Française),
- Malinda Wink, directrice du Good Pitch Australia (Australie),
- Manukaroa Anderson, co-réalisatrice du film Making Good Men (Grand prix FIFO-France Télévisions 2018) - (Nouvelle Zélande)
- Tiare Trompette, conseillère pédagogique, chorégraphe et directrice du groupe de danse Hei Tahiti (Polynésie Française).

### Films en compétition
- After the apology (81 min) - Australie - 2018 - Réalisation : Larissa Behrendt- Production : Pursekey Productions
- Anote's Ark! (77 min) - Canada – 2018 - Réalisation : Matthieu Rytz - Production : EyeSteelFilm
- Artefact - Star Travel (53 min) - Nouvelle-Zélande – 2018 - Réalisation : Peter Burger - Production :  Greenstone TV
- Au nom du père, du fils et des esprits (70 min) - Nouvelle Calédonie – 2018 - Réalisation : Emmanuel Desbouiges et Dorothée Tromparent - Production :  Grand Angle Productions, France Télévisions
- Born this way : Awa's story (40 min) - Nouvelle-Zélande- 2017 - Réalisation : Mitchell Hawkes - Production : Ruckus Media Limited
- Cyril, ma part kanak (52 min) - Nouvelle-Calédonie, France- 2018 - Réalisation : Virginie Saclier - Production : Archipel Production Nouvelle-Calédonie- Aximee Productions, France Télévisions
- En plein chœur (52 min) - Nouvelle Calédonie - 2017 - Réalisation : Jenny Briffa et Amandine Stelleta - Production : Têtemba Productions - aaa production
- Gurrumul (96 min) - Australie- 2017 - Réalisation : Paul Damien Williams - Production : Resolution Media - 6 Seasons
- Island of the hungry ghosts (94 min) - Autriche - 2017 - Réalisation : Gabrielle Brady- Production : Chromosom Film, EchotangoKartemquin Films
- Marks of mama (57 min) - Nouvelle-Zélande, Samoa - 2018 - Réalisation : Lisa Taouma- Production : Tikilounge Productions
- Patutiki, l'art du tatouage des îles marquises (55 min) - Polynésie Française - 2018 - Réalisation : Heretu Tetahiotupa et Christophe Cordier - Production : Les Studio Hashtag, Eka Eka Productions, Association Patutiki, Sydélia Guirao
- The dome (41 min) - Australie - 2017 - Réalisation : Ben Hawke, Mark Willacy - Production : Australian Broadcasting Corporation
- The song keepers (84 min) - Australie- 2017 - Réalisation : Naina Sen - Production : Brindle Films - Indigo Productions

### Films primés
- Grand prix FIFO-France télévisions : Anote's Ark, réalisé par Matthieu Rytz et produit par EyeSteelFilm.
- Prix spécial du jury : Gurrumul , réalisé par Pail Damien Williams et produit par Resolution Media et 6 seasons
- Prix spécial du jury : Au nom du Père, du fils et des esprits, réalisé par Emmanuel Desbouiges/ Dorothée Tromparent et produit par Foulala Production, Grand Angle Productions et France Télévisions.
- Prix spécial du jury : Island of the hungry ghosts, réalisé par Gabrielle Brady et produit par Chromosom Film, Third Films, Various Films, Echo Tango et Kartemquim films
- Prix du public : Patutiki, l'art du tatouage des îles Marquises, réalisé par Heretu Tetahiotupa / Christophe Cordier et produit par Studios Hashtag, Eka Eka Productions, Associations Patutiki, Sydélia Guirao et France Télévisions.
- Prix du meilleur court-métrage documentaire : Aprila, réalisé par Rohan Radheya et produit par apport Production
- Prix du meilleur court-métrage de fiction : Undiscovered Country, réalisé par Tyson Mowarin et produit par Weerianna Street Media.

## FIFO 2018,15eédition

### Jury 2018
- Eric Lavaine, président du jury, scénariste, réalisateur et auteur
- Molly Reynolds, réalisatrice et productrice (Australie),
- Kim Webby, réalisatrice et productrice (Nouvelle-Zélande),
- Guillaume Soulard, directeur artistique et culturel du centre culturel Tjibaou (Nouvelle-Calédonie),
- Lavinia Tagane, conseillère territoriale (Wallis-et-Futuna),
- Père Christophe Barlier, Vicaire de la cathédrale de Papeete (Tahiti),
- Noella Tau, Directrice de l'antenne radio de Polynésie 1re (Tahiti).

### Films en compétition
- Abdul & José (52 min) - Timor Leste/Australia - 2016 - Réalisation : Luigi Acquisto/ Lurdes Pires - Production : Fair Trade Films & Dili Film Works
- Danse petite chef, danse ! (54 min) - France/ Nouvelle-Calédonie – 2017 - Réalisation : Eric Michel - Production : French Connection Films / Latitude 21 Pacific / France Télévisions / NC 1ère
- Frères des arbres, l'appel d'un chef papou (85 min) - France – 2017 - Réalisation : Marc Dozier / Luc Marescot - Production :  Lato Sensu Productions / ARTE France
- Haka and Guitars (57 min) - Nouvelle-Zélande – 2016 - Réalisation : William Watson - Production :  TMI Pictures Ltd- NZ Feature Films
- Joey and the Leitis (77 min) - Samoa/ USA- 2017 - Réalisation : Dean Hammer/ Joe Wilson - Production : Hinaleimoana Wong-Kalu
- Kaneka, le pays en harmonie (52 min) - Nouvelle-Calédonie- 2016 - Réalisation : Jenny BRIFFA & Amandine STELLETTA- Production : Têtemba Productions
- Making good men (48 min) - Nouvelle-Zélande - 2017 - Réalisation : Fiona Apanui-Kupenga - Production : Te Amokura Productions
- Na Hulu Lehua (25 min) - Hawaii- 2016 - Réalisation : Ryan Gonzales / James Hall - Production : Office of Hawaiian Affairs
- Occupation native (52 min) - Australie - 2017 - Réalisation : TrishaMorton-Thomas - Production : Brindle Films
- Out of state (79 min) - États-Unis - 2017 - Réalisation : Clara Lacy - Production : Clara Lacy
- Poi E : The story of our song (94 min) - Nouvelle-Zélande- 2016 - Réalisation : Tearepa Kahi - Production : Monsoon Pictures / Reikura Kahi
- Pouvana'a, ni haine, ni rancune (55 min) - Polynésie française- 2017 - Réalisation : Jacques Navarro-Rovira - Production : Bleu Lagon Productions / Polynésie 1ère
- The third space (26 min) - Australie- 2016 - Réalisation : Casey Kickett - Production : Metamorflix
- Wewtwind : Djalu's Legacy (86 min) - Australe - 2017 - Réalisation : Ben Strumn - Production : Madman Production Company - Jonnie & Kate Films

### Films primés
- Grand prix FIFO-France télévisions : Making good men, réalisé par Fiona Apanui-Kupenga / Manukaroa Anderson et produit par Te Amokura Productions
- Prix spécial du jury : Pouvana'a, ni haine, ni rancune, réalisé par Jacques Navarro-Rovira et produit par Bleu Lagon Productions, Polynésie La 1re
- Prix spécial du jury : Joey and The Leitis, réalisé par Dean Hammer / Joe Wilson et produit par Hinaleimoana Wong-Kalu
- Prix spécial du jury : Abdul & José, réalisé par Luigi Acquisto / Lurdes Pires et produit par Fair Trade Films, Dili Films Works
- Prix du public : Frères des arbres, l'appel d'un chef papou, réalisé par Marc Dozier / Luc Marescot et produit par Lato Sensu Productions, ARTE France
- Prix Okeanos : Blue, réalisé par Karina Holden et produit par Northern Pictures
- Prix du meilleur court-métrage documentaire : Kanu Belong Keram, réalisé par Daniel von Rüdiger et produit par Museum Der Kulturen Basel
- Prix du meilleur court-métrage de fiction : The world in your window, réalisé par Zoe McIntosh et produit par Bebe Film, Zoe McIntosh Films.

## FIFO 2017,14eédition
En 2017, 142 films documentaires ont été inscrits. Tous ont à cœur de représenter une culture, une histoire et des enjeux océaniens.
Outre les catégories en compétition et hors compétition, cette année le festival ouvre ses écrans à la catégorie Écrans Océaniens qui regroupe des films présentant des pays, des peuples ou des aspects de l'Océanie.
Tous les films sélectionnés sont éligibles au prix du public. Seuls les films en compétition sont ouverts aux prix du jury.
Le festival s'est tenu du 4 au 12 Février 2016 et a présenté 14 films en compétition, 16 films hors compétition, 10 films Écrans Océaniens et 13 courts métrages à la maison de la Culture à Papeete.

### Jury 2017
- Stéphane Martin, président du Musée du Quai Branly - Jacques Chirac.
- Michel Kops, ancien directeur du réseau Outre-Mer de France TV (France),
- Sacha Wolff, réalisateur (Nouvelle-Calédonie),
- Haunui Royal, directeur de la programmation pour Maori Television (Nouvelle-Zélande),
- Lisette Marie Flanary, professeure à l'Université d'Hawaii à Manoa, spécialiste des cultures indigènes polynésiennes (Hawaii),
- Chantal T. Spitz, écrivaine (Polynésie française).

### Films en compétition
- 100 Tikis (45 min) - American Samoa / Etats-Unis - 2016 - Réalisation : Dan Taulapapa McMullin - Production : Dan Taulapapa McMullin
- Alors on danse (52 min) - Polynésie française / France - 2016 - Réalisation : Jacques Navarro-Rovira - Production : Oceania Films - Beau Geste - Polynésie 1ère
- Beauté fatale (52 min) - Wallis & Futuna / France - 2016 - Réalisation : Mélanie Dalsace - Production : GB Prod - Lodge Productions - NC 1re - Wallis & Futuna 1ère
- Bons baisers de Moruroa (52 min) - France - 2016 - Réalisation : Larbi Benchiha - Production : Jean-François Aumaitre et France Télévisions
- How bizarre, the story of an otara millionnaire (52 min) - Nouvelle-Zélande - 2014 - Réalisation : Stuart Page - Production : Big Pictures Ltd - Tinopai Film Ltd
- La tribu de l'invisible (56 min) - Nouvelle-Calédonie - 2016 - Réalisation : Emmanuel Desbouiges & Dorothée Tromparent - Production : Foulala - Grand Angle Productions
- Mele murals (64 min) - Etats-Unis - 2016 - Réalisation : Tadashi Nakamura - Production : ‘Oiwi TV - Pacifi Islanders in Communication
- Servant or slave (57 min) - Australie - 2016 - Réalisation : Steven McGregor - Production : No coincidence Media
- Terre de metal (52 min) - Nouvelle-Calédonie - 2016 - Réalisation : Alan Nogues - Production : Emotion Capturee - France Télévisions
- The opposition (76 min) - Australie / Papouasie Nouvelle-Guinée - 2016 - Réalisation : Hollie Fifer - Production : Media Stockage-N/A
- Waiting fo John (70 min) - USA - 2015 - Réalisation : Jessica Sherry - Production : Alita Films
- War for Guam (54 min 40) - USA - 2014 - Réalisation : Frances Negron Muntaner - Production : Polymorphous Pictures Inc
- Yam (56 min 14) - Nouvelle-Calédonie - 2016 - Réalisation : Dominique Roberjot & Christine Della-Maggiora - Production : Latitude 21 Pacific
- Zach's ceremony (92 min) - Nouvelle-Zélande - 2016 - Réalisation : Aaron Petersen - Production : Wangala Films Pty Limited

### Films primés
- Grand prix FIFO-France télévisions : The Opposition, réalisé par Holie Fifer et produit par Rebecca Barry - Media Stockade.

- 1er prix spécial du jury : Mele Murals , réalisé par Tadashi Nakamura et produit par Keoni Lee - 'Ōiwi TV, Pacific Islanders in communication

- 2ème prix spécial du jury : How Bizarre : The story of an Otara Millionnaire, réalisé par Stuart Page et produit par William Grieve - Big Pictures Ltd. Tinopai Films Ltd

- 3ème prix spécial du jury : Zach's Ceremony , réalisé par Aaron Peterson et produit par Sarah Linton - Mangala Films Pty Ltd

- Prix du public : Alors on danse , réalisé par Jacques Navarro-Rovira et produit par Benjamin Picard - Oceania Films, Beau Geste. Polynésie la 1ère

- Prix Okeanos : Fading Sands, réalisé par Stephen Limkin et produit par Stephen Limkin - Light Studios

- Prix du meilleur court-métrage océanien Je ne pleurerai plus, réalisé par Olivier Gresse et produit par Olivier Gresse.

## FIFO 2016,13eédition

### Jury 2016
- Abderrahmane Sissako, Cinéaste (Mauritanie)
- René Boutin, Directeur du Festival Ânûû-Rû Âboro (Nouvelle-Calédonie)
- Patrice Guirao, Ecrivain, parolier (Tahiti)
- Julia Parnell, Productrice (Nouvelle-Zélande)
- Lisa Duff, Chargée de production de Screen Australia (Australie)
- Teva Pambrun, Chef de fabrication Polynésie 1re (Tahiti)
- Chantal Steinberg, Association Ardèche Image, Directrice de l'école documentaire de Lussas (France)

### Films en compétition
- Another Country (75 min) - Australie - 2015 - Réalisation : Molly Reynolds - Production : Peter Djigrr, Rolg De Heer
- Aux armes tahitiens (90 min) - Polynésie française - 2015 - Réalisation : Jacques Navarro-Rovira - Production : Bleu Lagon Productions, Polynésie 1ère, France télévisions
- Hip Hop - Eration (93 min) - Nouvelle-Zélande - 2014 - Réalisation : Bryn Evans - Production : Paula Jones, Alex Lee
- Le salaire des profondeurs (51 min) - Nouvelle-Calédonie - 2015 - Réalisation : Dominique Roberjot et Christine Della-Maggiora
- Prison songs (56 min) - Australie - Réalisation : Joshua Gilbert - Production : Beyond West
- Putuparri and the rainmakers (97 min) - Réalisation : Nicole Ma - Production : Sensible Films
- The ground we won (91 min) - Réalisation : Christopher Pryor - Production : Deer Heart Films Ltd
- The Price of peace (86 min) - Réalisation : Kim Webby - Production : Christina Milligan, Roger Grant, Kim Webby
- Tupaia (52 min) - Réalisation : Lala Rolls - Production : Oceania Film, Island Film Productions, Polynésie 1ère
- Une équipe de rêve (95 min) - Réalisation : Mike Brett - Production Agile Films Archer's Mark
- Vision in the dark : the life of Pinky Thompson (76 min) - Réalisation : Ty Sanga - Production : Co Creative Studios Kamehameha Schools

### Films primés
- Grand prix FIFO-France télévisions : Another Country, réalisé par Molly Reynolds et produit par Peter Djigirr, Rolf De Heer et Molly Reynolds.
- 1er Prix spécial du jury : The Ground we won, réalisé par Christopher Pryor et produit par Deer Heart Films Ltd.
- 2e Prix spécial du jury : The Price of Peace, réalisé par Kim Webby et produit par Christina Miligan, Roger Grant et Kim Webby.
- 3e Prix spécial du jury : Tupaia, réalisé par Lala Rolls et produit par Oceania Film, Island Film Production et Polynésie 1re.
- Mention Spéciale du jury : Le salaire des profondeurs, réalisé par Dominique Roberjot et Christine Della-Maggiora et produit par latitude 21 Pacific, nouvelle Calédonie 1re, France télévisions
- Prix du public : Hip-hop-Eration, réalisé par Bryan Evans et produit par Alex Lee et Paula Jones. Ce prix est offert par la Ville de Papeete.
- Prix du meilleur court-métrage océanien : Fixed, réalisé par Codey Wilson et Burleigh Smith et produit par Rob Viney et Burleigh Smith.
- Prix du marathon d'écriture : Sophie Blanc. Le jury adresse aussi une mention spéciale à L'abeille de Mireille Bindé.

## FIFO 2015,12eédition

### Jury 2015
- Jan Kounen, Réalisateur, producteur, écrivain (France)
- Kingston Anderson, Directeur de la Guilde des réalisateurs australiens (Australie)
- Jacques Navarro Rovira, Réalisateur et producteur (Polynésie française)
- Dan Shanan, Directeur du Edge Festival (Nouvelle-Zélande)
- Thomas Teriiteporouarai, Journaliste à Polynésie la 1ère (Polynésie française)
- Emmanuel Tjibaou, Directeur de l'Agence de Développement de la Culture Kanak, Centre culturel Tjibaou (Nouvelle-Calédonie)
- Herman Van Eyken, Directeur de la Griffith film school, (Australie)

### Films en compétition
- Au coeur de la brousse en folie (52 min) - Nouvelle-Calédonie - 2014 - Réalisation : Jenny Briffa - Production : Têtemba Productions, Grand Angle Productions, Canal+ Nouvelle-Calédonie, Nouvelle-Calédonie 1ère
- Big Boss (26 min) - Australie - 2013 - Réalisation : Paul Sinclair - Production : Tom Zubricky
- Black Panther Woman (52 min) - Australie - 2014 - Réalisation : Rachel Perkins - Production : Blackfella Films
- Bobby, le renouveau culturel polynésien' (52 min) - Polynésie française - 2013 - Réalisation : Jeff Benhamza - Production : Faimanu Production, Polynésie la 1ère
- Destremau, un destin polynésien (52 min) - Polynésie française - 2014 - Réalisation : Pascale Berlin en collaboration avec Stéphane Jacques - Production : Archipel Prod Polynésie la 1ère
- Kumu Hina (77 min) - Hawaii - 2014 - Réalisation : Dean Hamer - Production : Qwaves
- Le test, chronique d'une initiation (52 min) - Nouvelle-Calédonie - 2014 - Réalisation : Adilah Dolaiano - Production : La Cie des Taxi Brousse Outre-mer 1ère CBA World View
- Les horizons chimériques (52 min) - France - 2014 - Réalisation : Gilles Dagneau - Production : AAA Production Polynésie la 1ère
- Merci Markham (26 min) - Papouasie Nouvelle-Guinée - 2014 - Réalisation : Klinit Barry - Production : Center for social & Creative Media, University of Goroka
- Rapanui, l'Histoire secrète de l'île de Pâques (52 min) - France - 2014 - Réalisation : Emmanuel Mauro et Stéphane Delorme - Production : Drôle de Trame Outre, Mer 1ère
- Shark Girl (58 min) - Australie - 2014 - Réalisation : Gisela Kaufman - Production : Kaufman Productions
- Sovereignty Dreaming, La révolte des rêves (47 min) - France - 2014 - Réalisation : Vanessa Escalante - Production : Dreamings Films
- Tatau, la culture d'un art (52 min) - Polynésie française - 2014 - Réalisation : Jean-Philippe Joaquim - Production : Emotion, Polynésie la 1ère
- Te Hono Ki Aotearoa (83 min) - Nouvelle-Zélande - - 2013 - Réalisation : Jan Bieringa - Production : Jan Bieringa
- Tender (73 min) - Australie - 2014 - Réalisation : Lynett Wallworth - Production : Scarlet Pictures

### Films primés
- Grand prix FIFO-France télévisions : Tender, réalisé par Lynette Wallworth et produit par Scarlett Picture.
- 1er Prix spécial du jury : Les horizons chimériques, réalisé par Gilles Dagneau et produit par AAA Production et Polynésie la 1ère.
- Prix spécial du jury : Black Panther Woman , réalisé par Rachel Perkins et produit par Blackfella films.
- 2e Prix spécial du jury et du public : Kumu Hina, réalisé par Dean Hamer et produit par Qwaves / ITVS.
- Prix du scan : Tatau, la culture d'un art , réalisé part Jean-Philippe Joaquim et produit par Emotion et Polynésie la 1ère .
- Prix du court Océanien CAT , réalisé par Ben Gardiner et produit par Jack Harrisson.

## FIFO 2014,11eédition

### Jury 2014
- Witi Ihimaera, Écrivain et intellectuel néo-zélandais (Nouvelle-Zélande)
- Julia Overton, Productrice, manager et responsable des investissements à l'agence nationale Screen Australia (Australie)
- Jacob Luamanuvae, Référence internationale en matière d'animation 3D (Samoa)
- Chuck Boller, Responsable de l'organisation du HIFF (Hawaii International Film Festival) (Hawaii)
- Emmanuel Tjibaou, Directeur du Centre Culturel Jean-Marie Tjibaou, linguiste et poète (Nouvelle-Calédonie)
- Stella Taaroamea, Journaliste et présentatrice Polynésie la 1ère (Polynésie française)
- Moana Brotherson, Directeur du pôle communication et multimédia de l'OPT (Polynésie française)

### Films en compétition
- Aito, guerriers du Pacifique (90 min) - France - 2013 - Réalisation : Sébastien Joly - Production : Showkki Production Beta Studio
- Big Name No Blanket (58 min) - Australie - 2013 - Réalisation : Steven McGregor - Production : Night Sky Films Pty Ltd
- Buckskin (57 min) - Australie - 2013 - Réalisation : Dylan McDonald - Production : Chili Films
- First Footprints super nomads 50 000 - 30 000 Years Ago (56 min) - Australie - 2013 - Réalisation : Martin Butler et Dean Bentley - Production : Contact Films
- Jacques Brel, Dernière ligne droite (52 min) - France - 2013 - Réalisation : Alain Gordon Gentil et Laurent Ramamonjiarisoa - Production : Flair Production / Kaos Films / RTBF / TNTV / France Télévisions
- Jacquot de Ouaco, l'autre histoire de Jacques Lafleur (52 min) - Nouvelle-Calédonie - 2013 - Réalisation : Pascale Poirier - Production : Interscoop / France Télévisions
- Kabelbel (57 min) - Papouasie Nouvelle-Guinée - 2012 - Réalisation : David Batty - Production : Lihir Cultural Heritage Association
- La compagnie des archipels (52 min) - Polynésie française - 2012 - Réalisation : Jacques Navarro-Rovira - Production : France Télévisions / Polynésie la 1ère / Beau Geste / Grand Angle Productions / Bleu Lagon Productions
- Naissance d'une nation (52 min) - France - 2013 - Réalisation : Ben Salama et Thomas Marie - Production : France Télévisions / Calédonie la 1ère / Un monde meilleur
- Nickel, le trésor des Kanak (52 min) - Nouvelle-Calédonie - 2013 - Réalisation : Laurent Cibien et Anne Pitoiset
- Nuclear Savage (86 min) - USA - 2012 - Réalisation : Adam Jonas Horowitz - Production : Primordial Soup Company
- Papous, entre deux mondes (55 min) - France - 2012 - Réalisation : Daniel Vigne - Production : Cinétévé / Arte France
- Soul in the sea (64 min) - Nouvelle-Zélande - 2013 - Réalisation : Amy Taylor - Production : Abyss Film
- Take Me to Pitcairn (55 min) - Royaume Uni - 2012 - Réalisation : Julian Mc Donnell - Production : Julian Mc Donnell

### Films primés
- Grand prix FIFO-France télévisions : Nickel, le trésor des Kanak, réalisé par Laurent Cibien & Anne Pitoiset et produit par AAA Production & France Télévisions, coproduction Zadig Productions
- Prix spécial du jury : Big Name No Blanket, réalisé par Steven McGregor et produit par Night Sky Films PTY LTD
- Prix spécial du jury : La compagnie des archipels, réalisé par Jacques Navarro-Rovira et produit par Beau Geste, Grand Angle Productions, Bleu lagon productions et Polynésie la 1ère
- Prix spécial du jury : Nuclear Savage, réalisé par Adam Jonas Horowitz et produit par Primordial Soup Company
- Prix spécial du public : Ananahi, demain , réalisé par Cécilé Tessier-Gendreau et produit par Anekdota Productions
- Prix Oceania Pitch : Taku Ipukarea, réalisé par Nikki Si'ulepa
- Prix du court océanien : I'm Going to mum's, réalisé par Lauren Jackson et produit par Chopperguard INC. et Godwit Films

## FIFO 2013,10eédition

### Jury 2013
- Président du jury : Greg Germain, Président de l'Agence de promotion et diffusion des cultures d'Outre-mer, comédien, metteur en scène et Président de l'association du festival off d'Avignon (France)
- Joe Berlinger, Producteur, réalisateur, journaliste et photographe (USA)
- Dewe Gorodey, Écrivain et Ministre de la Culture (Nouvelle-Calédonie)
- Murray Green, Ancien directeur d'ABC international, Conseiller Politique Juridique et Développement des Médias (Australie)
- Yves Jeanneau, Producteur, Fondateur et Commissaire de Sunny Side of the Doc (marché des documentaires: France, Asie et Amériques) (France)
- Jean-Claude Lamy, Journaliste littéraire et écrivain (France)
- Fleur Lise, Actrice (France)
- Leon Marbey, Directeur de la photographie de "The Orator", conte samoan prime au Festival du Film de Venise (Nouvelle-Zélande)
- Julia Overton, Productrice, manager et responsable des investissements à l'agence nationale Screen Australia (équivalent du CNC en France) (Australie)
- Etienne Raapoto, Journaliste à Polynésie la 1ère (Polynésie française)
- Christian Robert, éditeur et président de l'Association des Éditeurs de Tahiti et des îles (Polynésie française)

### Films en compétition
- Allan Baldwin in Frame (52 min) - Nouvelle-Zélande - 2011 - Réalisation : Tearepa Kahi - Production : Monsoon Pictures International
- Aux enfants de la bombe (52 min) - Polynésie française - 2012 - Réalisation : Christine Bonnet et Jean-Marie Desbordes - Production : Mano a mano / Archipels Productions / France Télévisions / Polynésie la 1ère
- Canning Paradise (90 min) - Australie - 2012 - Olivier Pollet - Production : Fourth World Films
- Coniston (57 min) - Australie - 2011 - Réalisation : David Batty et Francis Jupurrurla - Production : Rebel Films / Paw Media
- Crocker Island : exodus (66 min) - Australie - 2012 - Réalisation : Steven McGregor - Production : Tamarind Tree Pictures
- Et vogue aux Australes (52 min) - Polynésie française - 2012 - Réalisation : Gil Brusseuil - Production : Mirafilmage
- La fabuleuse historique de la tête maorie du muséum de Rouen (52 min) - France - 2011 - Réalisation : Philippe Tourancheau - Production : Via découverte
- La monique, une blessure calédonienne (82 min) - France - 2012 - Réalisation : Vincent Perazio - Production : Grand Angle Productions
- La valse des continents : Océanie, Terre du Pacifique (43 min) - France - 2012 - Réalisation : Christopher Hooke et Yanick Rose - Production :La Compagnie Taxi-Brousse/ Idéacom International/ ARTE France
- Les forcats du pacifique (52 min) - France - 2012 - Réalisation : Xavier-Marie Bonnot - Production : Bonne Compagnie / France Télévisions
- Scarlett Road (70 min) - Australie 2011 - Réalisation : Catherine Scott - Production : Pat Fiske
- Stori Tumbuna : Ancestor's Tales (80min) - Papouasie Nouvelle-Guinée, Nouvelle-Zélande - 2011 - Réalisation : Paul Wolfram - Production : Handmade Productions Aotearoa
- The Road to the Globe : Troilus & Cressida (52 min) - Nouvelle-Zélande - 2012 - Réalisation : Mike Jonathan - Production : Monsoon Pictures International
- The Tall Man (78 min) - Australie - 2011 - Réalisation : Tony Krawitz - Production : Darren Dale
- Tongan Ark (69 min) - Australie - 2012 - Réalisation : Paul Janman - Production : Public Films

### Films primés
- Grand prix FIFO-France télévisions : Aux enfants de la bombe, réalisé par Christine Bonnet et Jean-Marie Desbordes et produit par Mano a Mano/ Archipel Production / France Télévisions / Polynésie la 1ère.
- Prix spécial du jury : Canning Paradise, réalisé par Olivier Pollet et produit par Fourth World Films.
- Prix spécial du jury : Allan Baldwin in frame, réalisé par Tearepa Kahi et produit par Monsoon Pictures International .
- Prix spécial du jury : The road of the Globe : Troilus & Cressida, réalisé par Mika Jonathan et produit par Monsoon Pictures International.
- Prix du public : Scarlett Road, réalisé par Catherine Scott et produit par Pat Fiske.
- Prix oceania pitch : The test, réalisé par Adilah Dorliano et Sylvain Derne.
- Prix du meilleur court métrage : Ebony Society, réalisé par Tammy Davis et produit par New Zealand Film Comission.

## FIFO 2012,9eédition

### Jury 2012
- Président du jury : Elie Chouraqui, Réalisateur, producteur, scénariste et écrivain (France)
- Mariejosé Alie, Directrice déléguée à la diversité auprès du directeur des antennes de France Télévisions (France)
- Rick Blangiardi, Directeur général de la chaîne d'information "Hawaii News Now" (Hawaii)
- Cushla Dillon, Réalisatrice, scénariste et productrice (Nouvelle-Zélande)
- Thomas Grenon, Directeur du Museum d'histoire naturelle de Paris (France)
- Jacob Luamanuvae, Spécialiste des effets spéciaux en 3D (Samoa)
- Stuart Menzies, Responsable des programmes sur ABC2 (Australie)
- Pierre Ollivier, Délégué général du FIFO de 2004 à 2011 (Polynésie française)
- Fabrice Puchault, Directeur des unités de programmes documentaires France Télévisions France.
- Yann Samuell, Réalisateur et scénariste (France)
- Tumata Robinson, Directrice de la troupe "Tahiti Ora", écrivain (Polynésie française)
- Marie-Claude Tjibaou, Présidente du Centre Culturel Tjibaou et membre du CES (Nouvelle-Calédonie)

### Films en compétition
- Hiding Behind the Green Screen (48 min) - Nouvelle-Zélande - 2010 - Réalisation : Joseph Paora - Production : Rongomai Productions
- I am the river (51 min) - Nouvelle-Zélande - 2010 - Réalisation : Luigi Cutore et Mark McNeil - Production : Razor Films
- Out of the ashes (53 min) - Australie - 2010 - Réalisation : Dione Gilmour - Production : December Films
- October 15 (52 min) - Nouvelle Zélande - 2010 -Réalisation : Kim Webby - Production : Pietrra Brettkelly et Kim Webby
- Ma famille adoptée (52 min) - Polynésie française - 2011 - Réalisation : Eliane Koller - Production : Archipels Prod, Bonne Pioche et Polynésie la 1ère
- Mamao Blues (52 min) - Polynésie française - 2011 - Réalisation : Jacques Navarro-Rovira - Production : Beau Geste, Bleu lagon, Grand angle et Polynésie la 1ère
- 7 canoes (55 min) - Nouvelle Zélande - 2009 - Réalisation : Greg Hay - Production : 2BMEDIA Ltd
- The hungry tide (87 min) - Australie - 2011 - Réalisation : Tom Zubrycki - Production : Jotz Production
- A northern town (75 min) - Australie - 2009 - Réalisation : Rachel Landers - Production : Pony Films
- Murundak, songs of freedom (82 min) - Australie - 2011 - Réalisation : Natasha Gadd et Rhys Graham - Production : Daybreak films Pty Ltd et Kim Webby
- Jundamarra's War (55 min) - Australie - 2011 - Réalisation : Michelle Torres - Production : Wawili Pitjas Pty Ltd et Electric pictures
- Ochre and Ink (27 min) - Australie - 2011 - Réalisation : James Bradley - Production : Yellows Mountains Films
- Utopia Girls (52 min) - Australie - 2011 - Réalisation Jasmin Tarasin - Production : Renegade Films-ABC TV, Screen Australia et Film Victoria
- Papouasie enfer et contre tout (52 min) - France - 2011 - Réalisation : Christine Tournadre - Production : Gedeon programme - IRD
- Génération Matignon (52 min) - France - 2011 - Réalisation : Laurent Cibien et Anne Pitoiset - Production : AAA productions, France Télévisions et Horizon Pacifique
- Outback Fight Club (52 min) - Australie - 2011 - Réalisation : Paul Scott - Production : Isabel Perez
- Le retour de Marius (52 min) - Nouvelle-Calédonie - 2011 - Réalisation : Brigitte Whaap - Production : Mémoires vives production, France Télévisions et Nouvelle-Calédonie la 1ère

### Films primés
- Grand prix FIFO-France télévisions : Murundak songs of freedom, réalisé par Natasha Gadd & Rhys Graham et produit par Daybreak Films Pty Ltd et Kim Webby
- Prix spécial : Ma famille adoptée, réalisé par Eliane Koller et produit par Archipels prod, Bonne pioche et Polynésie la 1ère
- Prix spécial : Ochre and Ink, réalisé par James Bradley et produit par Yellow Moutain Films
- Prix spécial : The hungry Tide, réalisé par Tom Zubrycki et produit par Jotz Production
- Prix du public : L'élu du peuple : Pouvana'a te metua, réalisé par Marie-Hélène Villierme et produit par Tuatau production
- Prix Oceania pitch : Imulal, réalisé par Nune Luepack & Sylvain Derne et produit par Sanosi Production

## FIFO 2011,8eédition

### Jury 2011
- Président du jury : Luc Jacquet, réalisateur
- Joël Allain, président de la "Financière Hôtelière Polynésienne (Polynésienne française)
- Pierre Block De Friberg, directeur de l'antenne de France 5 (France)
- Carol Hirschfeld, directrice des programmes Maori Television (Nouvelle Zélande)
- Emmanuel Kazarherou, directeur de l'Agence de développement de la Culture Kanak, Centre Culturel Tjibaou (Nouvelle-Calédonie)
- Jacques Martial, président du Parc et de la Grande Halle de la Villette (France)
- Hariet Mckern, présidente du syndicat des réalisateurs australiens (Australie)
- Dadou Paille, directrice de l'école de danse traditionnelle Orirau (Polynésie française)
- Florence Swamy, directrice exécutive de la commission du film fidjien (Fidji)
- Aruna Vasudev, président fondateur du Réseau pour la Promotion du Cinéma asiatique (India)
- Cay Wesnigk, réalisateur, auteur, producteur et président directeur général de OnlineFilm (Allemagne)

### Films en compétition
- A Good Man (79 min) - Australie - 2009 - Réalisation : Safina Uberoi - Production : Divana Films
- Anatomy of a Massacre (54 min) - Australie - 2009 - Réalisation : Andrew Sully - Production : Cordell Jigsaw Productions
- Canvassing the treaty (78 min) - Nouvelle Zélande - 2010 - Réalisation : Jane Reeves - Production : Tumanako Productions
- Cassowaries - (52 min) - Australie - 2008 - Réalisation : Bianca Keeley - Production : BK Films
- Contact (78 min) - Australie - 2009 - Réalisation : Bentley Dean - Production : Contact Films
- Kuru: The science and the sorcery (52 min) - Australie - 2010 - Réalisation : Rob Bygott - Production : Siamese Production & SBS
- Lucien Kimitete, un homme de la terre des Hommes (52 min) - Polynésie française - 2010 - Réalisation : Dominique Agniel - Production : L'envol Productions
- Makatea l'oubli (52 min) - Polynésie française - 2010 - Réalisation : Jacques Navarro-Rovira - Production : Bleu Lagon Productions, Grand Angle Productions
- Papa Mau: The Wayfinder (56 min) - USA - 2010 - Réalisation : Anthony Naalehu - Production : Paliku Documentary Films
- Sous le vent de l'usine (52 min) - Nouvelle-Calédonie - 2009 - Réalisation : Anne Pitoiset, Laurent Cibien - Production : AAA Productions et RFO
- The extraordinary Tale of William Buckley (55 min) - Australie - 2009 - Réalisation : Malcolm Mcdonald - Production : December Films
- The inquisition (54 min) - Australie - 2010 - Réalisation : Rachel Landers - Production : Pony Films
- The Long Journey Home (52 min) - Australie - 2009 - Réalisation : Gordon Eliott - Production : Follow Productions
- This Way of Life (86 min) - Nouvelle Zélande - 2009 - Réalisation : Thomas Burstyn - Production : Barbara Sumner Burstyn
- Trouble is my Business (83 min) - Nouvelle Zélande - 2009 - Réalisation : Juliette Veber - Production : NZ Film

### Films primés
- Grand prix FIFO-France télévisions : Contact, réalisé par Bentley Dean & Martin Butler et produit par Contact Films
- Prix spécial : The way of life, réalisé par Thomas Burstyn et produit par Barbara Sumner Burstyn
- Prix spécial : Kuru, réalisé par Robert Bygott et produit par Siamese Production & SBS
- Prix spéaciel : Trouble is my Business, réalisé par Juliette Veber, représenté par Georges Andrews et produit par NZ Film
- Prix du public : Lucien Kimitete, un homme de la terre des Hommes, réalisé par Dominique Agniel et produit par l'Envol Productions

## FIFO 2010,7eédition

### Films primés
- Grand prix FIFO-France télévisions : Te Henua E Noho, réalisé par Brian March et produit par On the Level Productions
- Prix spécial : Bastardy, réalisé par Amiel Courtin - Wilson et produit par Film Camp
- Prix spécial : Noho Hewa, réalisé par Keala Kelly et produit pa Kuleana works production
- Prix spécial : The Topp Twins Untouchable Grils, réalisé par Leane Pooley et produit par Diva Films
- Prix du public : Terre natale retour a Rurutu, réalisé par Jean-Michel Corillon et produit par Kwanza & Bleu lagon Production & Canal Overseas

## FIFO 2009,6eédition

### Jury 2009
- Laure Adler, écrivain et productrice
- Geoffrey Daniels, vice-président de National Geographic
- Annie Goldson, réalisatrice et présidente du syndicat des réalisateurs néozélandais
- Vilsoni Hereniko, réalisateur
- Elise Huffer, conseillère (culture), département, développement humain, secrétariat de la communauté du Pacifique
- Emmanuel Kasarherou, directeur de l'Agence de développement de la Culture Kanak-Centre culturel Tjibaou
- Susan Mackinnon, réalisatrice
- Stéphane Martin, président du Musée du Quai Branly
- Jean Mino, ancien directeur de CFI
- Jean-Marc Pambrun, directeur du Musée de Tahiti et des îles
- Dany Panero, directrice générale du GIE Tahiti Tourisme

### Films en compétition
- Le salaire du poète (59 min) - Vanuatu - 2008 - Réalisation : Eric Wittersheim - Production : Eric Wittersheim
- Le gendarme citron (51 min) - Nouvelle-Calédonie - 2008 - Réalisation : Gilles Dagneau - Production : AAA & ADCK & RFO
- The Oasis (75 min) - Australie - 2008 - Réalisation : Sascha Ettinger-Epstein & Ian Darling - Production : Shark Island Productions
- Ripples from Wave Hill (50 min) - Australie - 2008 - Réalisation : Jeremy Boylen - Production : ABC Productions
- River of no  (52 min) - Australie - 2008 - Réalisation : Darlene Johnson - Production : Bower Bird Films Pty Ltd
- Feu nos pères (52 min) - Nouvelle-Calédonie - 2008 - Réalisation : Jacques-Olivier Trompas - Production : Néo Productions & Canal Calédonie
- Courting with Justice (26 min) - Australie - 2007 - Réalisation : Debbie Carmody - Production : Taylor Media
- In my Father's Country (80 min) - Australie - 2008 - Réalisation : Tom Murray - Production : Mayfan Pty Ltd & Tarpaulin Films
- An Island Calling (75 min) - Nouvelle Zélande - 2008 - Réalisation : Annie Goldson - Production : Occasionnal Productions
- Marquisien mon frère (53 min) - Polynésie française - 2008 - Réalisation : Jacques Navarro-Rovira - Production : Bleu Lagon Production & Grand Angle Productions
- Sevrapeck City (51 min) - Vanuatu - 2008 - Réalisation : Emmanuel Broto & Fabienne Tzerikiantz - Production : Emmanuel Broto & Fabienne Tzerikiantz
- Let my Whakapapa speak (77 min) - Nouvelle Zélande - 2008 - Réalisation : Tainui Stephens - Production : Conbrio Media Ltd
- Sur le dos des baleines (52 min) - Polynésie française - 2008 - Réalisation : Jean-Michel Corillion - Production : Kwanza & Bleu Lagon Productions & RFO Polynésie
- Vanuatu, l'île aux cochons (52 min) - Vanuatu - 2007 - Réalisation : Jean-Pierre Rivalain - Production : Mona Lisa Production
- From Street to Sky - (62 min) - Nouvelle Zélande - 2008 - Réalisation : Bryn Evans - Production : Brave Star Films
- Killer Whale and Crocodile - (48 min) - Papouasie NG & Canada - 2007 - Réalisation : Peter Campbell - Production : Arthur Holbrook Productions & Gumboot Pty

### Films primés
- Grand prix FIFO-France télévisions : An island calling, réalisé par Annie Goldson et produit par Occasionnal Productions
- Prix Spécial du Jury : The oasis, réalisé par Sasha Ettiger-Epstein et Ian Darling et produit par Shark Island Productions
- Prix Spécial du Jury : Sevrapeck City, réalisé et produit par Emmanuel Broto et Fabienne Tzerikiantz
- Prix Spécial du Jury : River of no return, réalisé par Darlene Johnson et produit par Bower Bird Films Pty Ltd
- Prix du Public : Marquisien mon frère, réalisé par Jacques Navarro Rovira et produit par Bleu Lagon Productions &amp; Grand Angle Productions

## FIFO 2008,5eédition

### Jury 2008
- Laure Adler, présidente du jury, productrice et écrivain
- Geoffry Daniels, vice président de National Geographic International Channels
- Jean-Jacques Garnier, attaché culturel à l'ambassade de France en Australie
- Elise Huffer, conseillère aux affaires culturelles à la communauté du Pacifique (CPS)
- David Jowsey, responsable des documentaires ABC TV Australia
- Stéphane Martin, président du musée du Quai Branlly
- Hiriata Millaud, linguiste
- Louise Peltzer, présidente de l'Université de la Polynésie française
- Fabrice Puchault, adjoint à la directrice des documentaires de France 2
- Dan Salmon, réalisateur néo-zélandais
- Marie-Claude Tjibaou, Présidente du centre culturel Tjibaou (Nouméa), membre du CES
- Éric Wittersheim, réalisateur, anthropologue,

### Films en compétition
- Mythen Der Südsee: Cosmos artificiel (45 min) - Micronésie - 2004 - Réalisation : Thorolf Lipp - Production : Arcadia Filmproduktion
- Try Revolution (50 min) - Nouvelle Zélande - 2006 - Réalisation : Leanne Pooley - Production : SpacificFilms & TVNZ
- Dieu est américain (52 min) - Vanuatu - 2007 - Réalisation : Richard Martin-Jordan - Production : Palladium Productions
- Cuttlefish - The Brainy Bunch (52 min) - Australie - 2006 - Réalisation : Gisela Kaufmann - Production : Kaufmann Productions
- Lifting of the Makutu (45 min) - Nouvelle Zélande - 2005 - Réalisation : Peta Carey - Production : Watershed Films & TVNZ
- Friendly enemy Alien (90 min) - Australie - 2006 - Réalisation : John Burgan - Production : Gunter Hanfgam & Ufer Filmproduction
- L'île nickel (52 min) - Nouvelle-Calédonie - 2007 - Réalisation : Patrice Desenne - Production : Europimages
- My brother Vinnie (25 min) - Australie - 2006 - Réalisation : Steven McGregor - Production : Sarah Bond
- Les aventures de l'île planète (110 min) - France - 2006 - Réalisation : Bernard Guerrini - Production : ATOM et MVC
- Blowing up Paradise (80 min) - Polynésie française - 2005 - Réalisation : Ben Lewis - Production : Fiona O'Doherty & ZDF & ARTE
- A chacun son tahiti (90 min) - Polynésie française - 2007 - Réalisation : Brigitte Collet & Laurence Generet - Production : Treize au sud et RFO
- Horo'a (Le don) (26 min) - Polynésie française - 2007 - Réalisation : Jacques Navarro-Rovira - Production : Kultur prod & RFO Polynésie
- Les derniers traqueurs australiens (52 min) - Australie - 2007 - Réalisation : Eric Ellena - Production : French Connection Films & France 5
- Constructing Australia: The Bridge (55 min) - Australie - 2007 - Réalisation : Simon Nasht - Production : Film Australia & Real Pictures
- Sur les traces de la fourmi à miel (47 min) - Australie - 2007 - Réalisation : Valérie Mégard - Production : Blanche Guichou & AGAT Films & Cie
- Papa bilong chimbu (54 min) - Papouasie Nouvelle Guinée - 2006 - Réalisation : Verena Thomas - Production : Verena Thomas
- Sacred Ground (55 min) - Australie - 2007 - Réalisation : Kim Mavromatis - Production : Kim Mavromatis & ABC TV

### Films primés
- Grand Prix du Jury FIFO: Horo'a le don réalisé par Jacques Navarro Rovira et produit par Culture prod & RFO Polynésie
- Prix Spécial du Jury : My brother Vinnie réalisé par Steven McGregor et produit par Europimages
- Prix Spécial du Jury : Sacred Ground réalisé par Kim Mavromatis et produit par Kim Mavromatis & ABC TV
- Prix Spécial des 25 ans de RFO : Lifting of the Makuturéalisé par Peta Carey et produit par Watershed Film & TVNZ
- Prix du Public : Derniers traqueurs Australiensréalisé par Eric Ellena et produit par French connection Films & France 5

## FIFO 2007,4eédition

### Films primés
- Grand Prix du Jury FIFO: Made in Taiwan, réalisé par Dan Salmon et produit par Georges Andrews Productions
- Prix Spécial du Jury : Mr Patterns, réalisé par Catriona McKenzie et produit par Film Australia
- Prix Spécial du Jury : Tjibaou, le pardon, réalisé par Gilles Dagneau et produit par AAA - ADCK –Centre Culturel Tjibaou et RFO
- Prix du Public : Made in Taiwan, réalisé par Dan Salmon et produit par Georges Andrews Productions

## FIFO 2006,3eédition

### Jury 2006
- Hervé Bourges, président du jury, président de l'Union de la Presse Francophone
- Jeff Benhamza, producteur, réalisateur et président de l'ATPA
- Yves Corbel, directeur général adjoint de la CPS
- Michèle Cotta, présidente d'AB Sat et éditorialiste au Nouvel Économiste
- Guy de la Chevalerie, Adjoint au Secrétaire Permanent pour le Pacifique
- Tapuarii Laughlin, Auteur compositeur interprète
- Stéphane Martin, président du musée du quai Branly
- Rodha Roberts, Director, "The dreaming" international indigenous arts festival
- Octave Togna, directeur du centre culturel Tjibaou
- Monique Veaute, Commissaire générale du festival francophone en France
- Marie-Hélène Villierme, photographe
- Olivier Zegna-rata, directeur des relations extérieures du groupe Canal Plus

### Films en compétition
- In the wake of the Rainbow Warrior (50 min) - Nouvelle Zélande - 2005 - Réalisation : Jo Outtrim - Production : Trifesta Films & Screentime Ltd
- Parfum des îles (26 min) - Nouvelle-Calédonie - 2005 - Réalisateur : Georges Marbeck & Nicolas Jouvin - Production : RFO & Les films du rêve & IRD
- L'école de Walarano (24 min) - Vanuatu - 2000 - Réalisation : Isabelle Braouet - Production RFO Nouvelle-Calédonie
- Si loin si proche (52 min) - Polynésie française - 2004 - Réalisation : Benoît Cornuau - Production : Beta Prod (Michel Gauriat) & RFO
- Hula Girls (52 min) - Hawaii - 2005 - Réalisation : Trevor Graham - Electric Pictures (Andrew Ogilvie)
- Breaking Bows and Arrows (52 min) - Bougainville - 2002 - Réalisateur : Liz Thompson - Producteur : Ellenor Cox
- Crook Hat and Camphoo (26 min) - Australie - 2005 - Réalisation : David Tranter - Production : Rachel Clements & CAAMA Productions
- Endangered (26 min) - Australie - 2005 - Réalisation : Tracey Rigney - Production : Endangered Pictures PTY LTD (Carmel McAloon)
- Land of the Morning Star (55 min) - Irian Jaya - 2004 - Réalisation : Mark Worth - Production : Janet Bell & Film Australia
- Le cancer du tropique (69 min) - Polynésie française - 2005 - Réalisation : Sophie Bontemps - Production : France 3 Thalassa (Georges Pernoud)
- Le ciel dans un jardin (62 min) - Papouasie Nouvelle Guinée - 2003 - Réalisation : Stéphane Breton - Production : ARTE & Les films d'ici
- Le septième ciel des requins gris (52 min) - Polynésie française - 2005 - Réalisation : Cyril Tricot - Production : Eau Sea Bleue Productions & Ampersand
- Les requins de Rangiroa (48 min) - Polynésie française - 2004 - Réalisation : Rachel Campergue - Production Rachel Campergue (UWC) & RFO
- Rêves polynésiens sur la peau (43 min) - Polynésie française - 2003 - Réalisation : Walter Tauber - Production : Walter Tauber Film Production & SWR
- Shipwreck (60 min) - Micronésie - 2003 - Réalisation : Rhian Skirving - Production : Prospero Productions (Ed Punchard)
- Terre de personne (52 min) - Australie - 2003 - Réalisation : Christophe Vindis - Production : ANTEA Productions & France 3
- The Lore of Love (25 min) - Australie - 2005 - Réalisation : Beck Cole - Production : Rachel Clements & CAAMA Productions
- Yellow Fella (25 min) - Australie - 2005 - Réalisateur : Ivan Sen - Production : CIH Williams & CAAMA Productions
- Welcome To Woomera (55 min) - Australie - 2004 - Réalisation : Steve Thomas - Productions : Film Australia & Flying Carpet Films

### Films primés
- Grand Prix du Jury FIFO: Breaking Bows and Arrows, réalisé par Liz Thompson et produit par Ellenor Cox
- Le 1 er Prix Spécial du Jury et Prix du Public : Le septième ciel des requins gris, réalisé par Cyril Tricot et produit par Eau Sea Bleue Productions - Ampersand
- 2 ème Prix Spécial du Jury : Yellow Fella, réalisé par Yvan Sen et produit par CIH Williams & CAAMA Productions

## FIFO 2005,2eédition

### Jury 2005
- Hervé Bourges, président du jury, président de l'union de la presse francophone
- Georgy Adams, Sportif
- Jeff Benhamza, producteur, réalisateur et président de l'ATPA
- Véronique Cayla, directrice générale du festival de Cannes
- Flora Devatine, écrivain, académicienne
- Chantal Girondin, responsable audiovisuelle régionale à l'ambassade de France en Australie
- Rhonda Griffiths, Chef du service de la culture à la communauté du Pacifique Sud
- Manouche Lehartel, directrice de Heiva Nui
- Gary Nicholas, directeur de Toi Maori
- Rena Owen, actrice néo-zéalandais
- Bruno Peaucellier, chef du service des relations internationales à la présidence de la Polynésie française
- Octave Togna, directeur du centre culturel Jean-Marie Tjibaou
- Olivier Zegna-Rata, directeur des relations extérieures du groupe Canal Plus
- Walter Zweiffel, rédacteur en chef de Radio New Zealand International

### Films en compétition
- Les guerriers des marquises (26 min) - Polynésie française - 2003 - Réalisation : Sylvie Lebreton - Production: Ampersand (Gilles Thion) & France 5
- Le bataillon des guitaristes (70 min) - France - 2004 - Réalisation : Éric Beauducel - Production : Arc en ciel Production (Bernard Simon) & Cityzen TV
- Dreamtime, le temps du rêve (52 min) - Australie - 2003 - Réalisation : Éric Ellena - Production : French conception films & Voyage
- La course aux terres australes (52 min) - France - 2004 - Réalisation : Klaus Toft - Production : Gédéon Programmes (Nicolas Zunino)
- Devenir un Homme en Mélanésie (52 min) - Mélanésie - 2003 - Réalisation : Jérôme Ségur - Production : ZED (Manuel Catteau) & Discovey Networks
- Ia ora na Gauguin : L'aller et le retour (52 min) -  Polynésie française - 2003 - Réalisation : Jacques Navarro-Rovira - Production : Beau Geste & Musée de Tahiti et des îles
- Tanim (50 min) - Papouasie NG - 2002 - Réalisation : James Frankham - Production :Faraway Pictures
- Allie Eagle and Me (54 min) - Nouvelle-Zélande - 2004 - Réalisation : Briar March - Producteur : Briar March
- Tagata Pasifika - Tatau - A journey (48 min) - Nouvelle-Zélande - 2004 - Réalisation : Lisa Taouma - Production : TVNZ
- Les rêveurs du désert (26 min) - Australie - 2003 - Réalisation : Gérard Perrier - Production : RFO Réunion
- Le prince des rêveurs (25 min) - Nouvelle-Zélande - 2003 - Réalisation : Gérard Perrier - Production : RFO Réunion
- Moko - Art of Nature (5 min) - Nouvelle-Zélande - 2003 - Réalisation : Serena Stevenson - Production : Serena Stevenson
- Le lagon des traditions (52 min) - Nouvelle Calédonie - 2004 - Réalisation : C.Barbançon & J.Rocher - Production : Alcatraz Production & Canal Calédonie
- Les divas du Pacifique (26 min) - Nouvelle Calédonie - 2004 - Réalisation : C.Barbaçon & J.Rocher - Production : Canal + Calédonie
- Les couleurs du Caillou (26 min) - Nouvelle Calédonie - 2003 - Réalisation : Antoine de Maximy - Production : Agence de presse NOON (Axel Charles-Messance)
- Hawaii : l'héritage (27 min) - Hawaii - 2003 - Réalisation : André Waksman - Production : Vision internationale & RFO
- La valse des Hommes plumes (26 min) - Papouasie NG - 2003 - Réalisation : Gérard Perrier - Production : RFO Réunion & Canal Réunion
- Suzanne Aubert, une religieuse française chez les Maoris de Nelle, Zélande (26 min) - Nouvelle-Zélande - 2004 - Réalisation : Chantal Perrin - Production : Perisphère Films, CFRT et France 2
- Les jours du Taui (26 min) - Polynésie française  - 2004 - Réalisation : Olivier Gelin & Hervé Cartelet - Production RFO Polynésie
- Carnets du Pacifique : Vanuatu (52 min) - Vanuatu - 2004  - Réalisation : Jacques-Olivier Trompas - Production : EJO Productions Asie Pacifique & Canal Calédonie

### Films primés
- Grand Prix du Jury FIFO : Devenir un Homme en Mélanésie, réalisé par Jérôme Ségur et produit par ZED – Discovery Networks
- Prix du documentaire Historique : Bataillon des guitaristes, réalisé par Eric Beauducel
- Prix du documentaire Contemporain : Tanim, réalisé par James Frackham et produit par Faraway Pictures
- Prix du Public : La force de Popo, réalisé par Gérard de Brocca et produit par Gérard De Broca.

## FIFO 2004,1reédition

### Films primés
- Grand Prix du Jury FIFO : Mahu, l'efféminée, réalisé par Jean Michel Corrillion et produit par Le Sabre & RFO
- Prix spécial du Jury : Grassroots, ceux qui votentGRASSROOTS, réalisé par Eric Wittersheim et produit par EHESS

Prix du Public : Tjibaou, la parole assassinée, réalisé par Gilles Dagneau et produit par aaa – RFO